# Diplocaulus
Ne doit pas être confondu avec Diplodocus.
Genre
Diplocaulus (signifiant « double tige ») est un genre fossile d'amphibiens de la sous-classe des lépospondyles ayant vécu durant  la période du Permien. Il mesurait plus d'1 m de long.

## Description

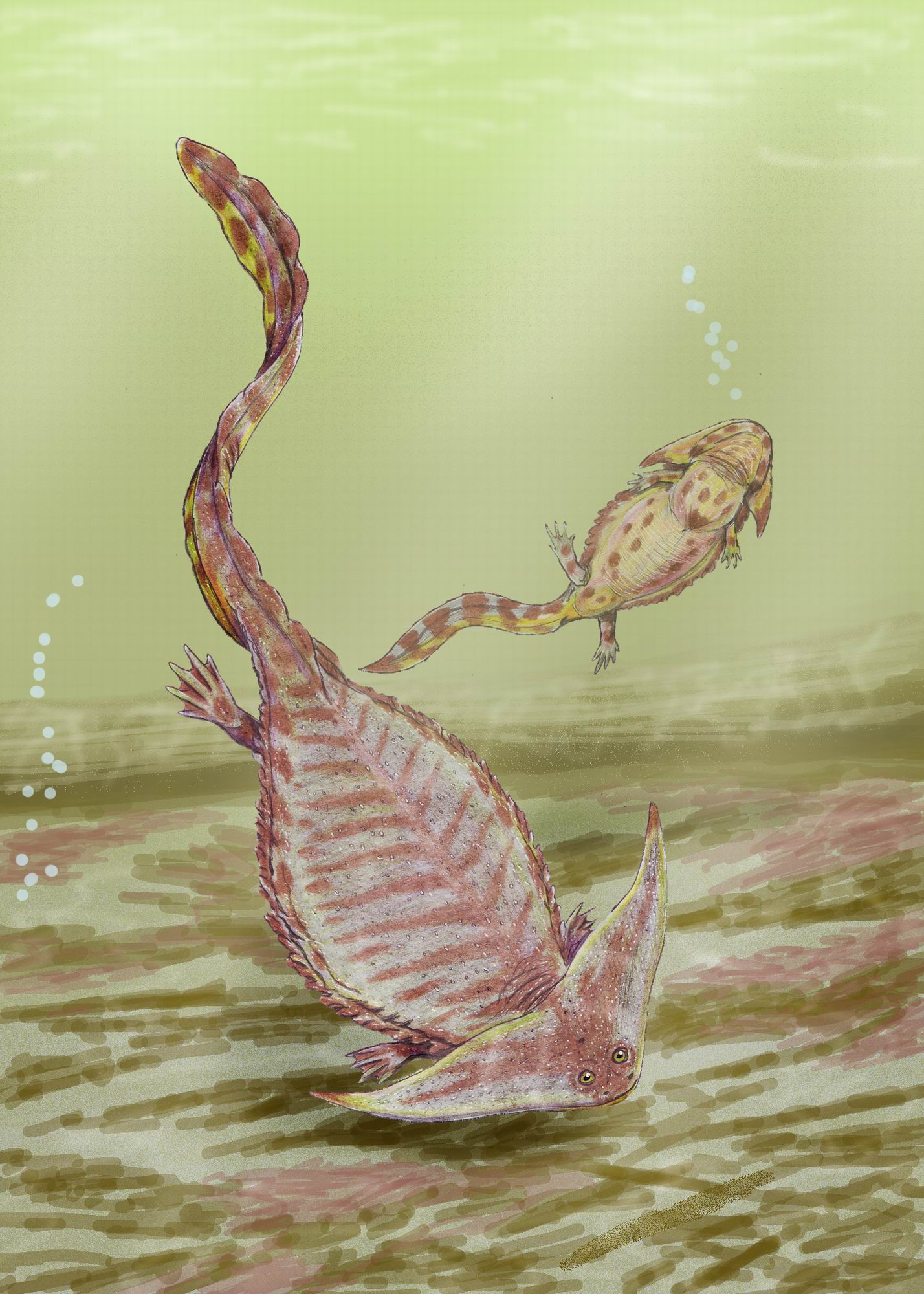
Diplocaulus sp. restitué par Dimitri Bogdanov.

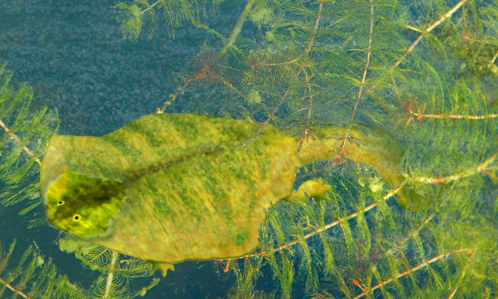
Un Diplocaulus sp. imaginé avec une carapace souple.

Diplocaulus avait environ 1 mètre de long et son crâne comportait de larges protubérances latérales lui donnant la forme d'un boomerang. On en ignore la fonction, mais dans la littérature paléontologique on trouve principalement trois hypothèses :
- du fait de ses membres frêles et de sa queue relativement courte, on suppose qu'il nageait peu, surtout de bas en haut pour monter respirer en surface, en s'aidant de son crâne comme d'une voile sous-marine pour prendre le courant, puis en se laissant retomber au fond ;
- ce crâne a pu aussi avoir une fonction défensive, puisqu'il aurait été difficile à avaler pour n'importe quel prédateur (même Eryops) ;
- il est également possible qu'une large peau souple, peut-être camouflée par un coloris mimétique, a pu s'insérer sur les protubérances crâniennes et dissimuler l'animal posé à l'affût sur le fond, à l'exemple des actuels anoures Telmatobius culeus[2] ou des tortues du genre Chitra[3].

## Parentèle
Diploceraspis est un proche cousin de Diplocaulus.

## Sources
1. ↑  A.R.I. Cruickshank et B.W. Skews, The functional signifiance of Nectridean tabular horns (Amphibia: Lepospondyli) dans « Proceedings of the Royal Society » B: Biological Sciences, vol. n° 209 - 1177, 1980, pages 513 à 537.
2. ↑  S. Knoll, Nutrition of the Titicaca water frog, Ghent University 2017
3. ↑  Cf. Université du Michigan  ou